# Rudolf Trauner senior

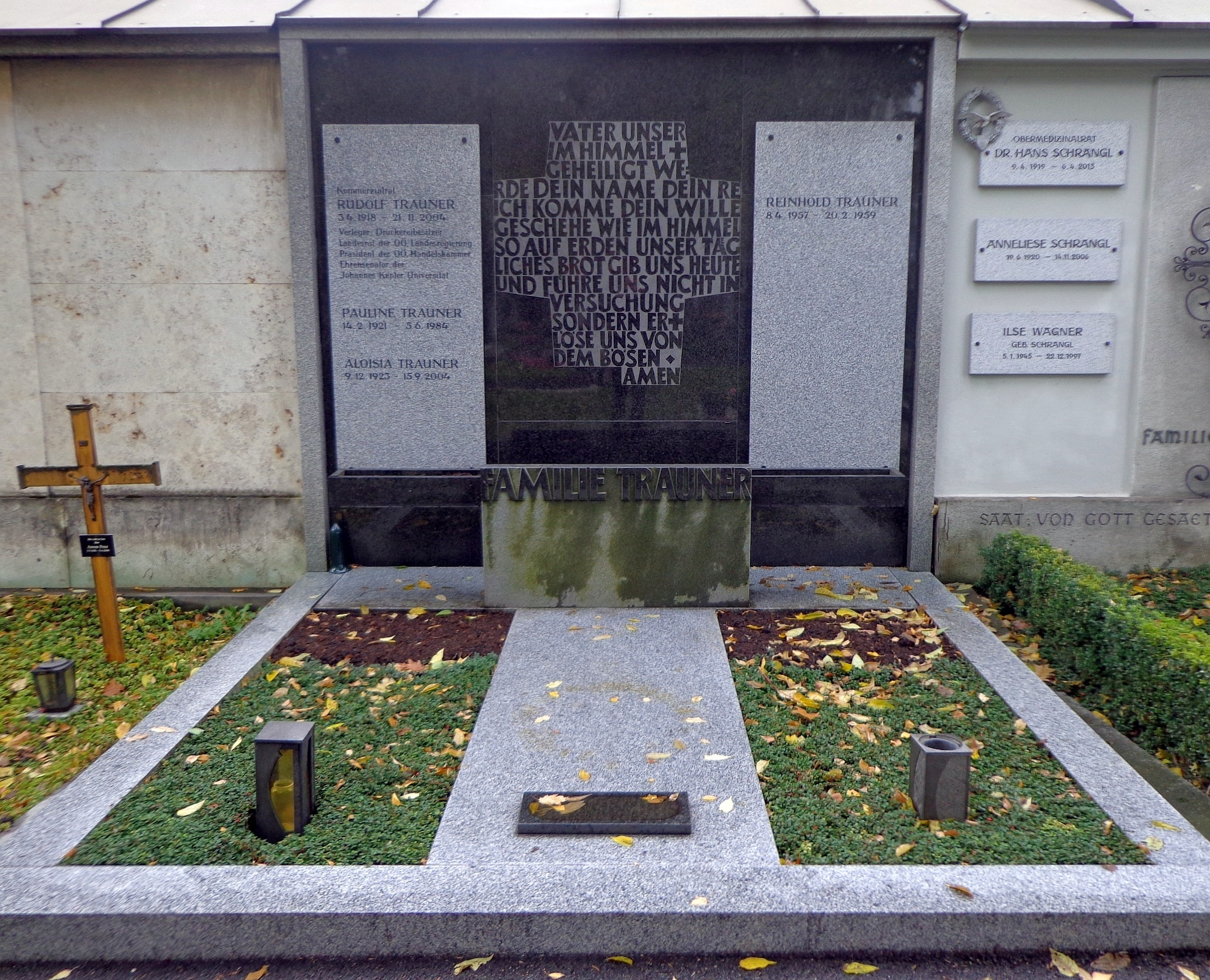
St. Barbara-Friedhof Linz – Grab von Rudolf Trauner und seiner Familie

Rudolf Trauner (* 3. April 1918 in Roggendorf, Niederösterreich; † 21. November 2004) war ein oberösterreichischer Politiker (ÖVP), Wirtschaftskammerfunktionär und Unternehmer.

## Leben
Trauner war verheiratet und hatte zwei Kinder. Nach dem Besuch von Pflicht- und Handelsschule war er von 1945 bis 1948 Buchhalter. Er erwarb im Januar 1951 den Ibis-Verlag von Robert Grün und benannte ihn 1954 in Rudolf-Trauner-Verlag um. Diesem wurde 1982 vom Akademischen Senat der Universität Linz der Titel Universitätsverlag verliehen. Im Jahr 1987 erhielt der Verlag die Berechtigung zur Führung des Staatswappens.

## Politische Funktionen
Trauner war ab 1952 Mitglied im Wirtschaftsbund in Oberösterreich und Finanzreferent, ab 1963 Mitglied der ÖVP Landesparteileitung und ab 1968 deren Obmann-Stellvertreter.
Von 1969 bis 1991 war er Präsident des Wirtschaftsbundes der Landesgruppe Oberösterreich, damit auch stellvertretender Landesparteiobmann der ÖVP und Vizepräsident der Bundesleitung des Österreichischen Wirtschaftsbundes.
Im Mai 1971 zog er als Nachfolger des Landtagsabgeordneten Franz Schütz im Mai 1971 in den Oberösterreichischen Landtag ein und wurde 1973, 1979 sowie 1985 wiedergewählt.
Er war Wirtschaftslandrat der Landesregierung Wenzl I (1971–1973), Wenzel II (1973–1977), Ratzenböck I (1977–1979) und Landeshauptmann-Stellvertreter der Landesregierung Ratzenböck II (1979–1985).
Im Oktober 1980 schied er aus der Landesregierung aus und übernahm vom Gerhard Possart die Funktion des Klubobmannes. Von 1985 bis 1991 war Trauner dritter Landtagspräsident.

## Funktionen in der Wirtschaftskammer
Von 1980 bis 1990 stand er als Präsident der Wirtschaftskammer Oberösterreich vor.

## Sonstige Funktionen
Von 1968 bis 1989 war er Präsident des Fußballvereins Linzer Athletiksportklub (LASK Linz).
Von 1970 bis 1976 war Trauner Vorstandsmitglied und ab 1988 Aufsichtsratsvorsitzender der Volkskreditbank Oberösterreich.
Weitere Funktionen waren die Mitgliedschaft im Aufsichtsrat des Österreichischen Wirtschaftsverlages, in der Landeshypothekenanstalt Oberösterreich und in der OKA, Aufsichtsratsvorsitzender-Stellvertreter der Österreichische  Zollfreizonen-Betriebs AG und Aufsichtsratspräsident der KreditgarantiegmbH Oberösterreich.

## Auszeichnungen
- Berufstitel Kommerzialrat (1968)
- Große Julius-Raab-Ehrenmedaille (1970)
- Ehrenringe von Steyr (1979) und Linz (1983)
- Großes Goldenes Ehrenzeichen für Verdienste um die Republik Österreich (1983)
- Großes Ehrenzeichen des Landes Oberösterreich (1994)
- Kulturmedaille des Landes Oberösterreich (1998)
- Ehrensenator der Johannes Kepler Universität Linz (1985)
- Fritz-Freyschlag-Preis (2004)
- Ehrenpräsident des Aufsichtsrates der Volkskreditbank AG (1993)
- Ehrenbürgerschaft in zahlreichen oberösterreichischen Gemeinden
- Ehrenmitglied der katholischen Studentenverbindung KÖStV Kürnberg Wien im ÖCV (1986)